# Real Brasília FC
Real Brasília FC is een Braziliaanse voetbalclub uit Núcleo Bandeirante, in het Federaal District.

## Geschiedenis
De club werd opgericht in 1996 in Guará als EC Dom Pedro II en werd vernoemd naar keizer Pedro II. De club begon meteen in de hoogste klasse van het Campeonato Brasiliense. In 1999 verloor de club de staatsfinale tegen Gama en plaatste zich zo voor de nationale Série C, waar de club laatste werd in de groepsfase. In 2000 was Gama opnieuw de boosdoener, deze keer in de halve finale. Dat jaar werd de Copa João Havelange gespeeld als nationale competitie. De club nam deel aan de groene module en bereikte daar de tweede ronde. Het volgende seizoen degradeerde de club. Ze konden na één seizoen terugkeren. Na een paar rustige seizoenen werd de club in 2008 vicekampioen achter Brasiliense en plaatste zich opnieuw voor de Série C. De club bereikte de tweede fase en werd daar uitgeschakeld door een slechter doelsaldo dan Mixto. 
In 2009 verhuisde club van Guará naar Núcleo Bandeirante en werd de naam gewijzigd in EC Dom Pedro Bandeirante. Een jaar later volgde een nieuwe degradatie. Na een jaar geen competitievoetbal mocht de club in 2012 toch weer in de hoogste klasse aantreden, maar eindigde ook nu op een degradatieplaats. Na een jaar in de Segunda Divisão speelden ze ook in 2014 geen officiële competitie. In 2015 namen ze opnieuw deel aan de tweede klasse maar werden daar laatste. Nadat de club in 2016 kampioen werd en promotie afdwong veranderde de clubnaam in Real FC. Zowel in 2017 als 2018 werd de club in de kwartfinale om de titel uitgeschakeld. In 2019 bereikten ze de halve finale. Voor 2020 nam de club de naam Real Brasília FC aan. 